# Prinsepia scandens
Prinsepia scandens ist ein kletternder Strauch mit weißen Blüten und länglichen Steinfrüchten aus der Familie der Rosengewächse (Rosaceae). Das natürliche Verbreitungsgebiet dieser Dornkirschen-Art liegt auf Taiwan. 

## Beschreibung
Prinsepia scandens ist ein 2 bis 8 Meter hoher, kletternder Strauch mit grünlichen, gewinkelten Zweigen. Die Dornen sind 1,0 bis 1,5 Zentimeter lang, kahl und manchmal belaubt. Die Winterknospen sind eiförmig und kahl. Die Laubblätter haben einen etwa 5 bis 10  Millimeter langen und kahlen Stiel, Nebenblätter wurden nicht beobachtet. Die Blattspreite ist einfach, dünn-ledrig, 3,5 bis 5,5 Zentimeter lang und 1,2 bis 2,0 Zentimeter breit, eiförmig-lanzettlich, mit lang zugespitzter Spitze, schmal keilförmiger bis keilförmiger Basis und gekerbt-gesägtem Blattrand. Beide Blattseiten sind grün, die Unterseite etwas heller als die Oberseite. Die Mittelader ist auf der Oberseite leicht eingesenkt, auf der Unterseite hervortretend.
Die Blüten stehen einzeln, in Büscheln oder traubig an den Enden von Zweigen oder in Blattachseln. Die Tragblätter sind drüsig besetzt. Die Blüten haben Durchmesser von etwa 1 Zentimeter. Der Blütenstiel ist 5 bis 7 Millimeter lang. Der Blütenbecher ist tassenförmig und außen kahl. Die Kelchblätter sind rundlich und haben Durchmesser von 3 bis 5 Millimetern, außen kahl mit gerundeter Spitze. Die Kronblätter sind weiß, rundlich mit einem Durchmesser von etwa 5 Millimetern. Es werden etwa 30 Staubblätter gebildet. Die Narbe ist verbreitert. Die Steinfrüchte sind länglich. Prinsepia scandens blüht von April bis Juni.

## Verbreitung
Das natürliche Verbreitungsgebiet liegt auf Taiwan. Prinsepia scandens wächst in Dickichten in Gebirgen in 1500 bis 3000 Metern Höhe.

## Systematik und Forschungsgeschichte
Prinsepia scandens ist eine Art aus der Gattung der Dornkirschen (Prinsepia) in der Familie der Rosengewächse (Rosaceae). Dort wird sie in der Unterfamilie Spiraeoideae der Tribus Osmaronieae zugeordnet. Die Art wurde von Hayata Bunzō 1915 in Icones plantarum formosanarum nec non et contributiones ad floram formosanam erstbeschrieben. Der Gattungsname Prinsepia erinnert an den englischen Archäologen und Kolonialverwalter James Prinsep (1799–1840), der als erster Europäer die Gebote des altindischen Königs Ashoka entzifferte. Das Artepitheton scandens stammt aus dem Lateinischen, bedeutet „kletternd“ und verweist damit auf den kletternden Wuchs.

## Nachweise